# Madonna adorante il Bambino con San Giovannino
La Madonna adorante il Bambino con San Giovannino è un dipinto attribuito a Alessandro Filipepi meglio conosciuto con il nome di Sandro Botticelli, e conservato nella pinacoteca di Palazzo Farnese a Piacenza.

## Storia
La committenza originale è per il momento ignota. Le prime tracce documentate del dipinto risalgono al 1642 e ad un elenco degli arredi dell'Oratorio di San Francesco nel castello di Bardi, propoprietà del principe Federico II di Landi. Il quadrò giunse a Piacenza solo nel 1862.

## Descrizione
Il tondo rappresentata la Madonna inginocchiata in preghiera davanti al Bambino, adagiato su un cuscino di rose recise dai due cespugli che appaiono a sinistra e destra del quadro. La terza figura è San Giovannino anch'egli inginocchiato e adorante. Nella parte bassa del quadro si trova una finta cornice rettilinea in legno, al di sotto della quale si può leggere la frase: "QUIA RESPESIT HUMILITATE ANCILE SUE", tratta dal Canto del Magnificat, derivante dal Vangelo di Luca (1, 46-55), il cui significato è il seguente: "Perché Dio osservò l’umiltà della Sua Ancella". Lo sfondo ricorda i paesaggi leonardeschi.
L'autenticità del dipinto non è mai stata messa in dubbio, vista l'affinità stilistica con altre opere del Botticelli, come la Madonna del Magnificat conservata presso la Galleria degli Uffizi (1481-83) e la Madonna del Libro conservata al Museo Poldi Pezzoli (1483-85).
La preziosa cornice intagliata è originale ed è stata dorata alla foglia d'oro. Considerata all'inizio come manufatto della celebre bottega ﬁorentina di Antonio da Sangallo, viene ora attribuita a Giuliano da Maiano, anch'egli fiorentino. Durante i restauri del 2004 si è anche notato che vi sono tracce di colore sulle foglie della cornice, il che lascia supporre che fossero colorate con lacca verde.